# Kobra je u brajdi
Kobra je u brajdi (Ni ti ga ča ti ga je Istra Vol. 1) je trinaesti album grupe Gori Ussi Winnetou snimljen 2003. godine. Zajedno s Francijem Blaškovićem na albumu je svirala i Partijska ćelija GUW Opatija. Album se bavi velikim ličnostima i važnim marginalcima koji su odigrali svoju herojsku ulogu u istarskoj povijesti neovisno o prilikama koje su ih obezvrijeđivale ili slavile. Tako su se na istom albumu našli zapovjednik flote Države SHS Janko Vuković Podkapelski, mletački senator Gabriele Emo koji je spriječio demontiranje pulske Arene kako bi se spomenik prenio u Veneciju, Paul Kupelweiser koji je dao urediti otočje Brijuni, Ivan Cankar koji je kraće vrijeme živio u Puli i drugi. Neke su pjesme odsvirane dva puta, zajedno sa sastavom i samo na klavijaturama.  Glazbeni internet magazin Rirock.com svrstao ga je na 27. mjesto ljestvice Top trideset najboljih hrvatskih albuma svih vremena. 

## Pjesme
- 1."Janko Vuković de Podkapelski - Viribus Unitis (za šaku apaurina)"
- 2."Ivan Cankar",
- 3."Nazario Sauro - Naj nou najs istrijan stori"
- 4."Nazario Sauro - Naj nou najs istrijan stori"
- 5."Petar Fraščić - glagoljaški psaltir"
- 6."Petar Fraščić - glagoljaški psaltir"
- 7."Jožef Velikanje" - "hajdučki pop"
- 8."Jožef Velikanje" - "hajdučki pop"
- 9."Pićanski biskup Nicefor - trnoplesari"
- 10."Gabriele Emo - arenespasitelj"
- 11."Kapetan Lazarić"
- 12."Paul Kupelweiser - sanjar i vizionar"

## Glazbenici
- Franci Blašković - vokal
- Josip Maršić Broz Tinturić - gitara
- Marin Zona Industrijale Alvir - bas
- Nenad Mehta Tubin - bubnjevi
- Arsen Pliško - frulice
- Fredi Poropat - tumbe
- Plemeniti Fritz GiannFranco Macan Bumbarski - prateći vokali
- Edi Premate - klavijature